# گابریلا شوه
گابریلا شوه (آلمانی: Gabriela Schöwe؛ زادهٔ ۲۶ فوریه ۱۹۶۴) بازیکن هاکی روی چمن اهل آلمان است.